# Zobo (huisdier)
Een zobo is een huisdier, dat in de noordwestelijke Himalaya gehouden wordt voor zijn vlees en melk. Het is een kruising van een zebu en een jak.